# Duncan Laurence
Duncan Laurence (Spijkenisse, 1994. április 11. –) holland énekes és dalszerző. A 2019-es Eurovíziós Dalfesztivál győztese, aki Hollandiát képviselte Tel-Avivban.

## Magánélete
2018 októberében a saját Instagram oldalán bújt elő, mint biszexuális. Az Eurovíziós döntő előtti sajtókonferencián erősítette meg a hova tartozását:
Több vagyok, mint egy előadó, egy személy vagyok, egy élőlény, biszexuális vagyok, zenész vagyok, ezekért állok ki. És büszke vagyok, hogy lehetőségem van megmutatni, hogy mi vagyok, hogy ki vagyok.
2019 júniusában az énekes megerősítette egy interjú során, hogy kapcsolatban volt egy férfival, ám ugyanebben az évben szeptemberben, hogy párjával Gerco Derksennel már nincsenek együtt. 2020 októberében az amerikai dalszerző, Jordan Garfield jegyezte el, majd 2023 augusztusában – egy stockholmi kastélyban – összeházasodtak.
2021. június 17-én az énekes kijelentette, hogy nem ért egyet a magyar kormány homofób törvényével és ezentúl nem látogat és nem lép fel Magyarországon.

## Pályafutása

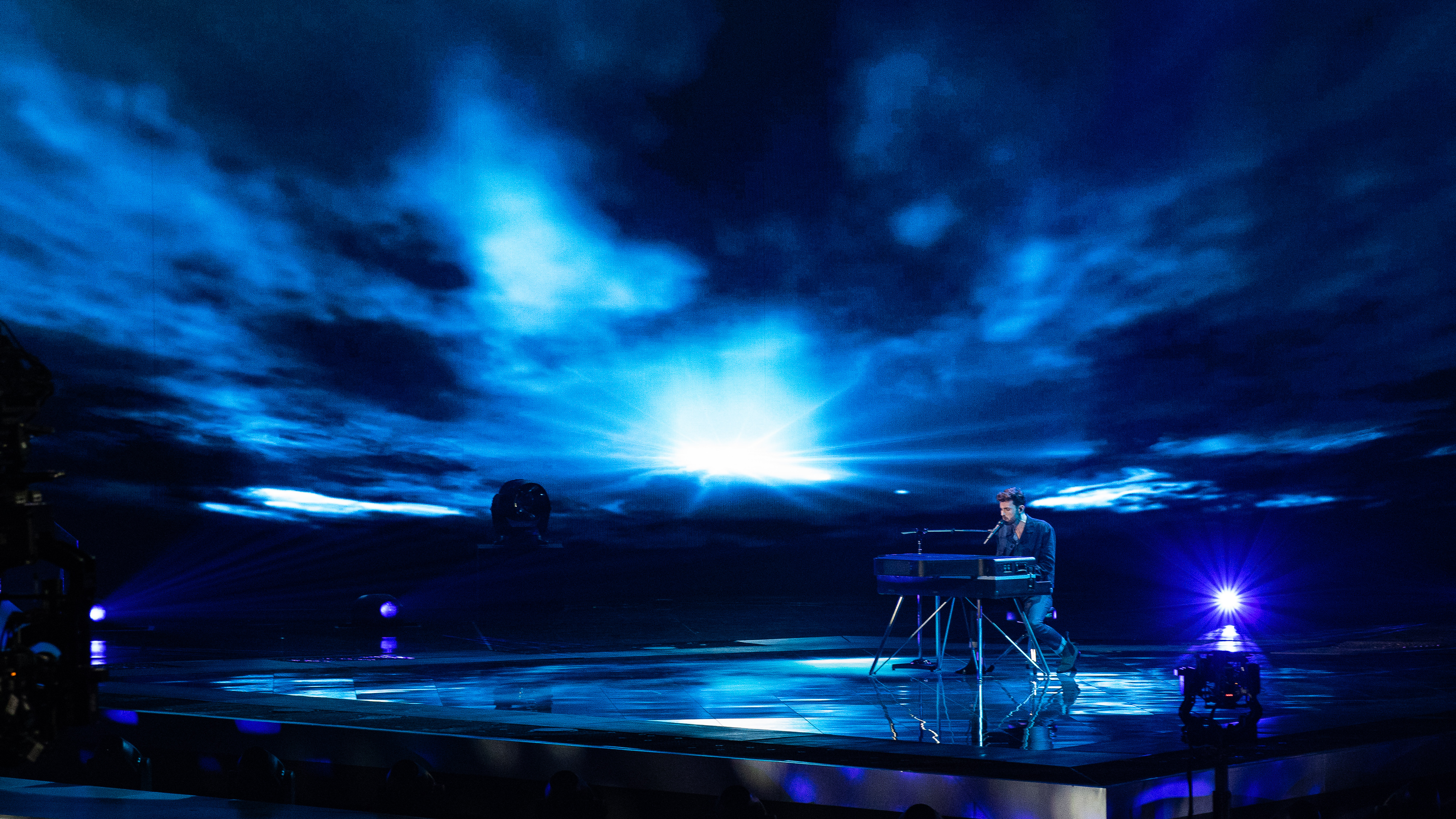
Az Eurovíziós Dalfesztiválon

Duncan a tilburgi Rock Akadémián kezdett el tanulni, ahol számos együttesnek volt a tagja. Az iskolát 2017-ben fejezte be. Előtte, 2014-ben elindult a The Voice holland változatában, ahol a mestere Ilse DeLange volt. Ilse 2014-ben képviselte Hollandiát az Eurovíziós Dalfesztiválon Waylonnel, a The Common Linnets-cel. Duncan egészen az elődöntőig jutott a tehetségkutatóban. Érdekesség, hogy ennek az évadnak a 2017-es holland trió, az O’G3NE lett a nyertese. A holland műsorsugárzó, az AVROTROS felkérte, hogy képviselje hazáját a 2019-es Eurovíziós Dalfesztiválon. 2019. január 21-én hivatalossá vált, hogy ő képviseli az országot a 2019-es Eurovíziós Dalfesztiválon. A megmérettetésen az Arcade című dallal szerezte meg az első helyet összesen 498 ponttal, melyből 237 pontot a zsűriktől, 261 pontot pedig a nézőkről szerzett.
Az énekes 2019 második felében Hollandia-, és Európa-szerte nagyvárosokban lépett fel, például Párizsban, Hágában, Helsinkiben, Londonban és Bécsben. A turné 2020. március 26-án ér véget hazája fővárosában, Amszterdamban. 2019. június 10-én az ötvenedik Pinkpop Fesztiválon lépett fel, így ő lett az első holland eurovízió győztes, aki részt vett a fesztiválon. Duncan egyébként a First Aid Kit svéd duót helyettesítette, akik egészségügyi okok miatt nem tudtak megjelenni.
2019. október 23-án jelent meg második dala, melynek címe a Love Don’t Hate It címet viseli. A dal megjelenése után megerősítették, hogy ezentúl az énekes a Capitol Records nevű kiadónál fogja kiadni a dalait.

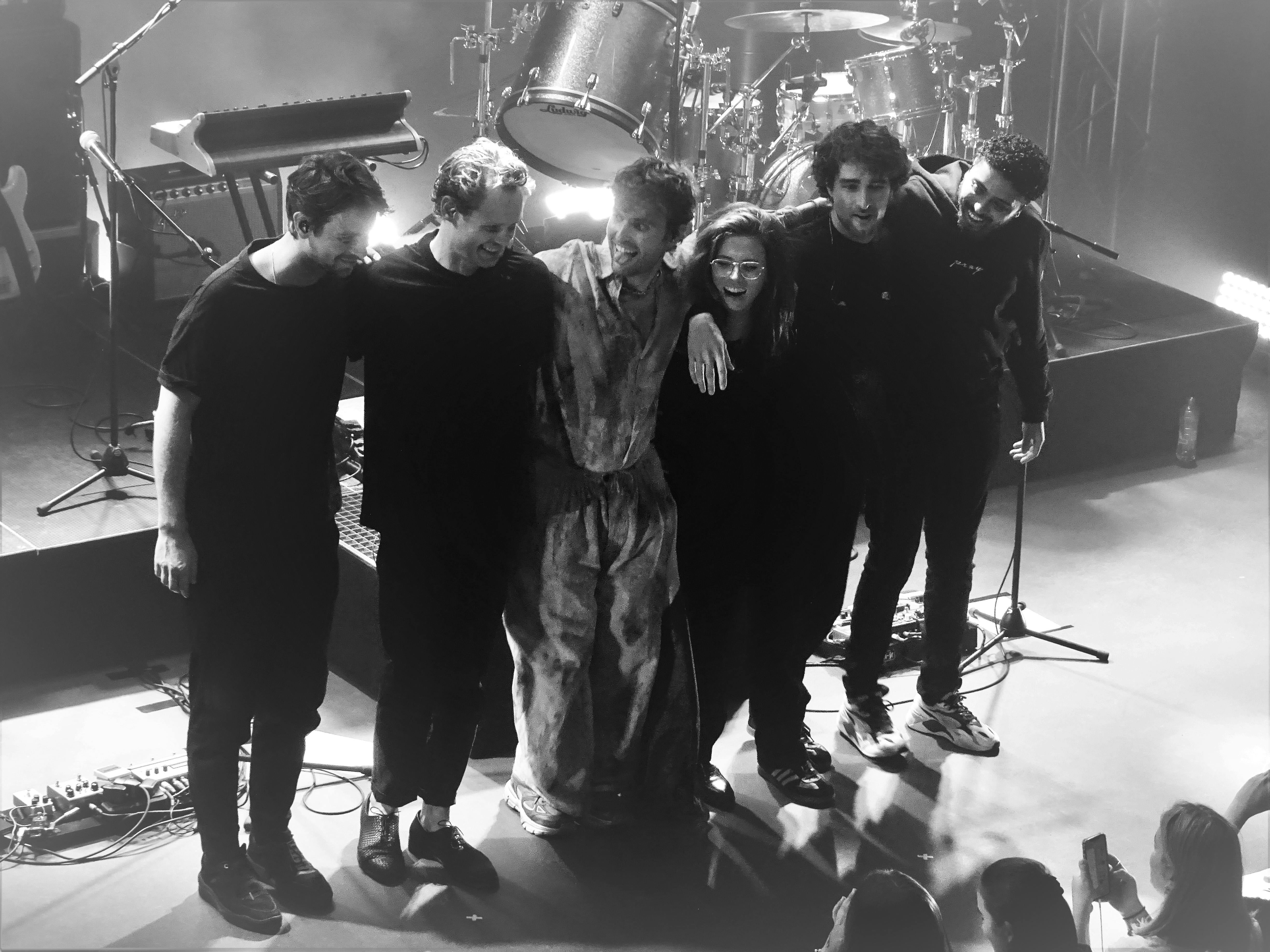
Duncan és bandája az egyik koncert után

2020-ban a tiszteletére átnevezték a Rotterdam Ahoy előadói ajtaját Duncan ajtónak. Május 13-án megjelent Worlds on Fire című középlemeze, míg első nagylemeze, a Small Town Boy november 13-án jelent meg. Ezután jelent meg Armin Van Buurennel közös daluk, a Feel Something. A 2021-es Eurovíziós Dalfesztivál első elődöntőjét az alábbi dallal nyitotta meg. Az elődöntő során egy platinalemezt vehetett át, mivel az Arcade egy milliárd lejátszást ért el. A dalfesztivál döntőjén személyesen nem tudott részt venni, mivel pozitív lett a PCR-tesztje. Eredetileg ő jelentette volna be a holland szakmai zsűri pontjait.
2021-ben Heaven Is a Hand to Hold című dala a Love, Victor második évadjának egyik betétdala lett. Decemberben megjelent Wishes Come True  című karácsonyi szerzeménye.

## Diszkográfia

### Nagylemezek
- Small Town Boy (2020)
- Small Town Boy Deluxe (2021)

### Középlemezek
- Worlds on Fire (2020)

### Kislemezekek
- Arcade (2019)
- Love Don’t Hate It (2019)
- Last Night (2020)
- Heaven Is a Hand to Hold (2021)
- Wishes Come True (2021)

### Közreműködések
- Feel Something (2020, feat. Armin Van Buuren)
- Back to Back (2021, Wrabel)
- WDIA (Would Do It Again) (2022, Rosa Linn)

## The Voice-ban előadott dalai
| Forduló      | Dal                               | Eredeti előadó       |
| ------------ | --------------------------------- | -------------------- |
| Meghallgatás | Sing                              | Ed Sheeran           |
| Párbaj       | Love Runs Out (Rob de Nijs ellen) | OneRepublic          |
| 1. élő adás  | Impossible                        | James Arthur         |
| 1. élő adás  | Streets                           | Kensington           |
| 2. élő adás  | Fire                              | Gavin DeGra          |
| 3. élő adás  | She Wolf                          | David Guetta ft. Sia |
| Elődöntő     | Iris                              | Goo Goo Dolls        |